# Klencová soustava
Klencová, trigonální neboli romboedrická soustava je jedna ze sedmi krystalografických soustav. Možné prvky souměrnosti jsou: trojnásobná osa souměrnosti (symbol 3), tři dvojnásobné osy (2), tři roviny souměrnosti (m), střed souměrnosti (1) jakož i jejich kombinace. Romboedrická základní buňka nemůže mít rovinu souměrnosti kolmou na trojnásobní osa souměrnosti, proto jsou grupy 3/mm a 3/m uváděné v hexagonální soustavě jako 6m2 a 6. Bravaisova mřížka je zastoupená jedna: speciální romboedrická (R).

## Typy mřížek

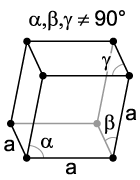
Romboedrická mřížka

## Výběr souřadnicové soustavy
Pro morfologické studium se využívají hexagonální souřadnicové osy. Jsou-li na trojnásobnou osu souměrnosti kolmé dvojnásobné osy, potom definují souřadnicové osy X1, X2 a X3. Pokud dvojnásobné osy chybějí, je možnost vybrat souřadnicové osy X1 až X3 v jejich předpokládaném směru, nebo v rovinách souměrnosti. V případě nízké souměrnosti není výběr těchto os ničím vázaný.

## Krystalové tvary
V jednotlivých grupách jsou možné další tvary:
- 32/m - pinakoid, hexagonální dipyramida, hexagonální prizma, romboedr, ditrigonální prizma, skalenoedr
- 3m - pedion, hexagonální prizma, hexagonální pyramida, trigonální prizma, trigonální pyramida, ditrigonální prizma, ditrigonální pyramida
- 32 - pinakoid, trigonální prizma, ditrigonální dipyramida, hexagonální prizma, romboedr, ditrigonální prizma, trigonální traperzoedr
- 3 - pinakoid, hexagonální prizma, romboedr
- 3 - pedion, trigonální prizma, trigonální pyramida